# Phintella parva
Phintella parva là một loài nhện trong họ Salticidae.
Loài này thuộc chi Phintella. Phintella parva được Wanda Wesołowska miêu tả năm 1981.